# Видманщетенова структура
Видманщетенова структура, наричана също Томсънова структура, са фигури от дълги никел-железни кристали, които се намират в железните метеорити. Видмащетеновата структура се получава при повече или по-малко фино срастване на камаситени и тенитени ленти (наричани ламели), които се пресичат една с друга под различни ъгли. Разстоянието между ламелите обикновено е запълнено с фина смес от камасит и тенит наричана плесит (от гръцката дума за пълнеж). Срастването на камаситените и тенитените плочи има пространствено разположение под формата на октаедър, затова тези железни метеорити се наричат октаедрити.
Видмащетеновата структура описва характеристиките и на съвременните стомани, титанови и циркониеви сплави.

## Откриване
През 1808 г. тази структура е наречена в чест на граф Алоис фон Видманщетен, директор на Императорската керамична фабрика във Виена. Докато нагрявал с пламък железни метеорити той забелязал зони с различен цвят и блясък, тъй като различните сплави на желязото се окисляват с различна скорост. Той не публикува своите наблюдения, а само ги споделя с колеги. Всъщност реално откритието трябва да се приписва на английския минералог Уилям (Гулиелмо) Томсън, който публикува същите изводи четири години по-рано.
Работейки в Неапол през 1804 година, Томсън третира Красноярския метеорит с азотна киселина в стремежа си да премахне патината, причинена от окисляването. Скоро след като киселината влиза в контакт с метала, се появяват странни фигури по повърхността, които той описва. Гражданската война и политическата нестабилност в Южна Италия затруднява комуникацията му с колегите му в Англия. В резултат на това през 1804 г. откритието му е публикувани само на френски език в Библиотек Британик.:с. 124 – 125 В началото на 1806 година, Наполеон нахлува в Неаполитанското кралство и Томсън е принуден да избяга в Сицилия, а през ноември 1806 умира в Палермо на 46-годишна възраст. През 1808 г. превод на неговия оригинален английски ръкопис е публикуван посмъртно в Италия. Наполеоновите войни затрудняват контактите му с научната общност, а скитанията из Европа, в допълнение към неговата ранна смърт, пречат на признанието на Томсън в продължение на много години.